# Station Saint-Sauveur-le-Vicomte
Station Saint-Sauveur-le-Vicomte is een voormalig treinstation gelegen nabij het dorpscentrum van de gemeente gemeente Saint-Sauveur-le-Vicomte in het departement Manche in de regio Normandië. Het station lag aan de lijn van Coutances naar Sottevast.
Het station bevindt zich op een hoogte van 28 meter boven de zeespiegel, op kilometerpunt (PK) 51,618 van de lijn van Coutances naar Sottevast, tussen de stations Saint-Sauveur-de-Pierrepont en Néhou. Het station is in 1970 gesloten voor het reizigersvervoer.